# Diane Ernzen
Diane Ernzen (* 1985 in Luxemburg) ist eine luxemburgische Comiczeichnerin und Illustratorin.
Sie debütierte 2006 in der Manga-Anthologie Es war keinmal des Verlags Schwarzer Turm mit der Kurzgeschichte „Der Geiger von Echternach“. 2008 folgte „Vulpes Versutus“ in Kappa Maki beim selben Verlag. 2011 war sie im Magazin Comix mit „We love Lëtzebuerg“ vertreten. Im gleichen Jahr startete auch ihr Webcomic Ghostdemonster auf Animexx.de und Smackjeeves.com.
Neben ihrer Tätigkeit als Comiczeichnerin fertigte Diane Ernzen Illustrationen für Kultureinrichtungen in ihrem Heimatland Luxemburg an. So illustrierte sie 2012 ein Kindermalbuch für das Europa-Museum in Schengen sowie den Wanderweg R7 in Rosport.

## Veröffentlichungen
- „Der Geiger von Echternach“ (2006, in Es war keinmal, Schwarzer Turm)
- „Vulpes Versutus“ (2008, in Kappa Maki Vol.2, Schwarzer Turm)
- „We love Lëtzebuerg“ (2011, in Comix 07/2011, Jurgeit, Krismann & Nobst)
- Ghostdemonster (2011-, Webcomic)
- „Auf den Spuren der weißen Frau“ (2012, Wanderweg-Illustrationsreihe in Rosport, Luxemburg)